# Język yindjibarndi
Język yindjibarndi (jindżibandi, jindżibarndi, jindjibandi, yinjtjipartnti) – zagrożony wymarciem język australijski z rodziny pama-njungaskiej.